# Hans und Oskar Gerson

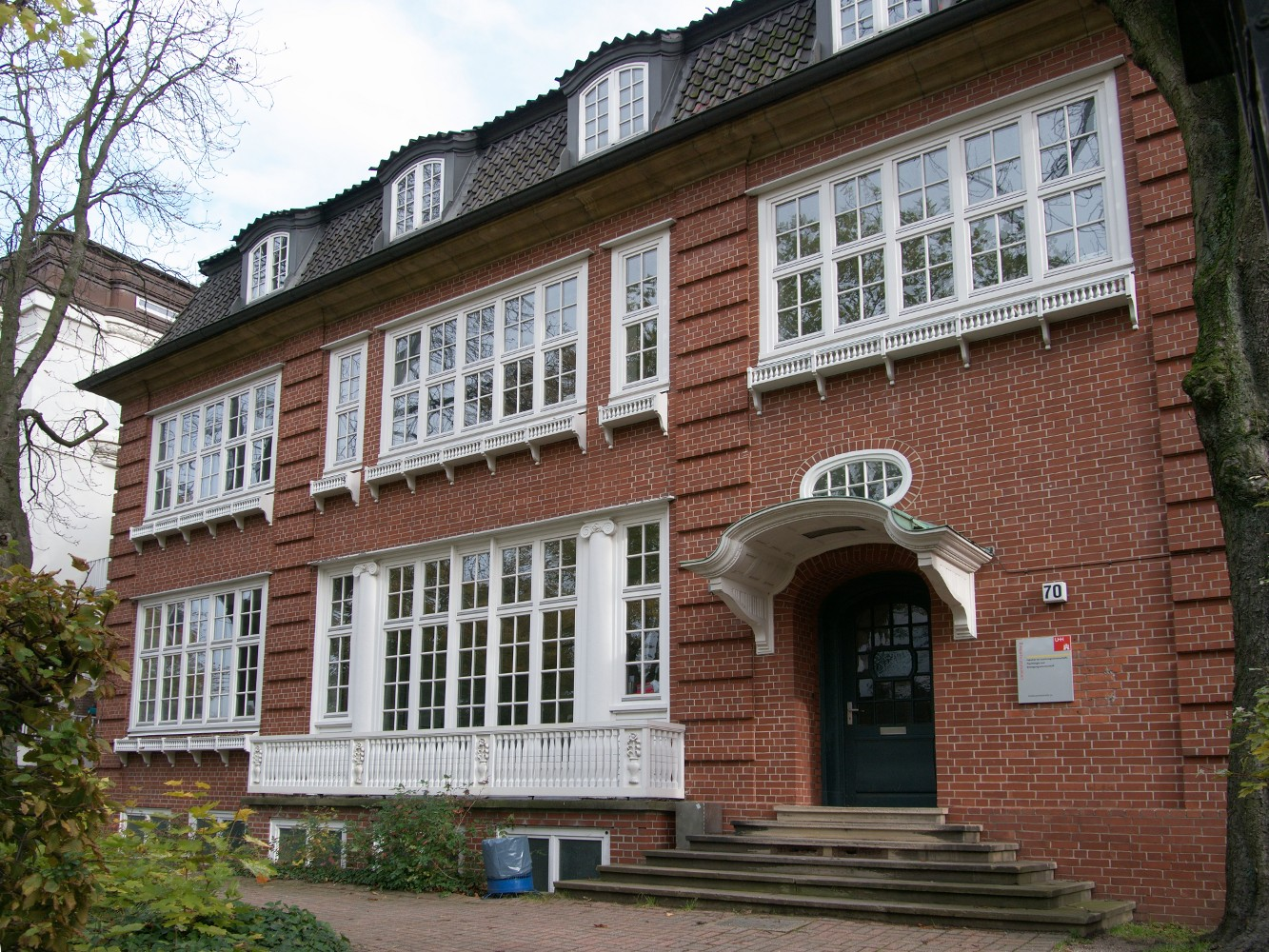
Villa Heilbuth, Feldbrunnenstraße 70 (1910)

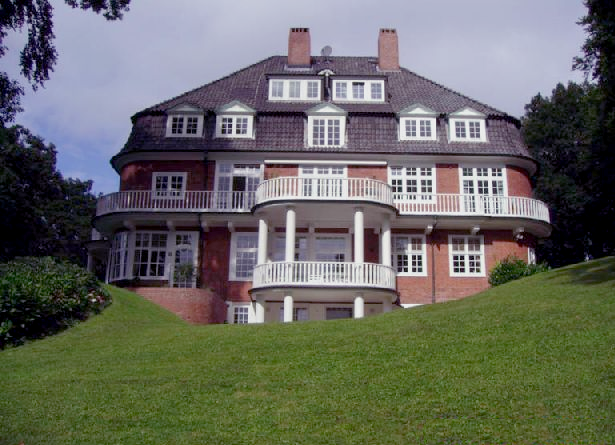
Villa Grüneck (1912)

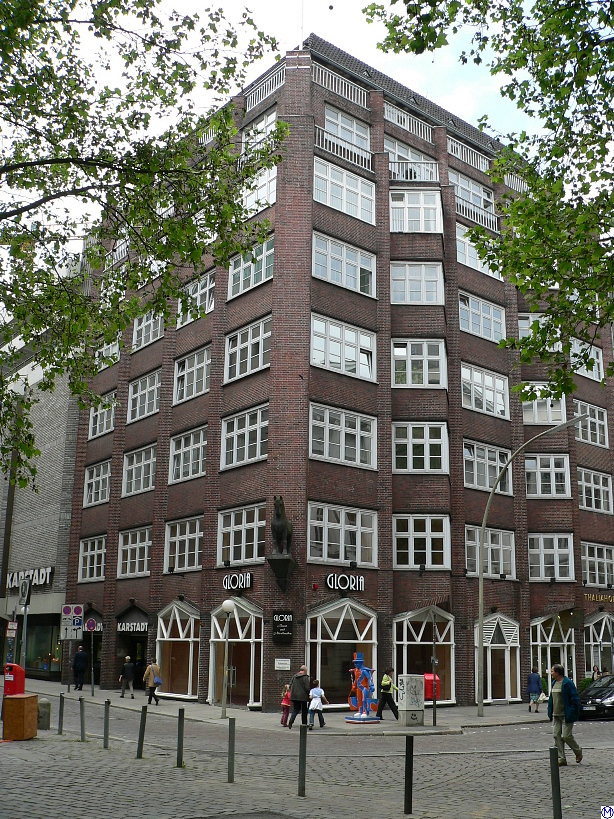
Thaliahof am Alstertor (1921–1922)

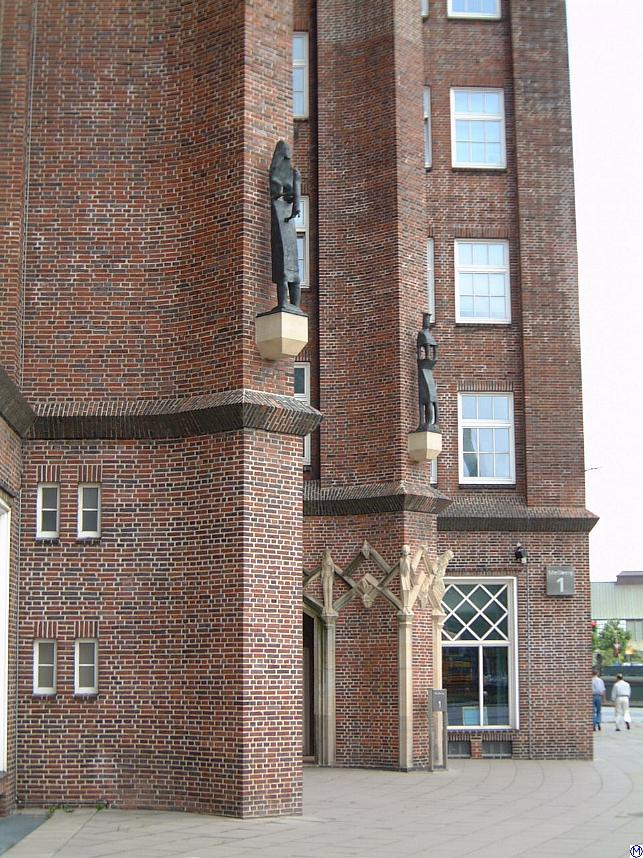
Messberghof, ehemaliges Ballinhaus (1922–1924)

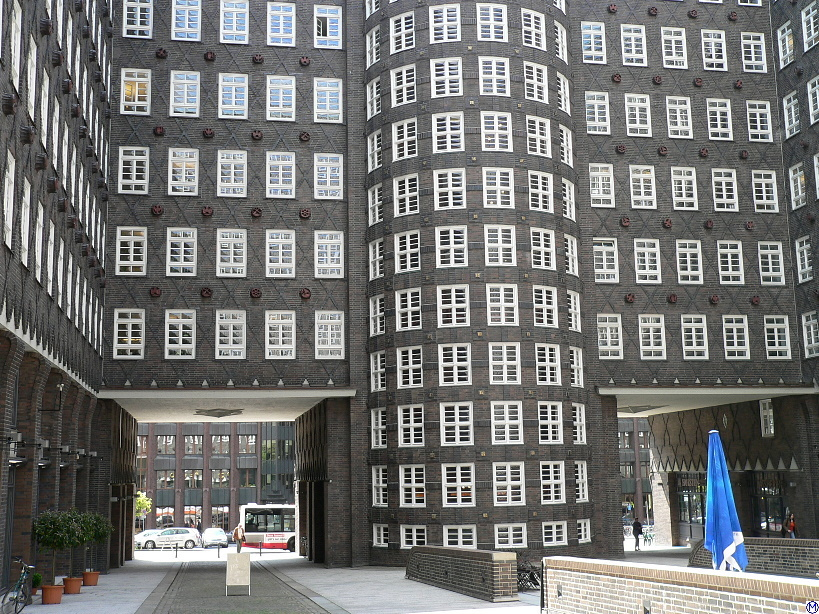
Sprinkenhof, Überbauung der Springeltwiete (1927–1928)

Hans Gerson (* 19. März 1881 in Magdeburg; † 14. Oktober 1931 in Hamburg) und Oskar Gerson (* 11. Juli 1886 in Magdeburg; † 25. Dezember 1966 in Berkeley, Kalifornien) waren zwei deutsche Architekten. Die beiden Brüder unterhielten ein gemeinsames Architekturbüro in Hamburg, das auch unter der Bezeichnung Gebr. Gerson bekannt war. Der jüngste Bruder Ernst (* 10. Oktober 1890 in Hamburg; † 12. November 1974 in Palmerston North, Neuseeland) arbeitete zeitweilig im Büro als Architekt mit.

## Leben
1887 siedelte die Familie Gerson nach Hamburg über, wo sich der Vater Ernst Gerson als Kaffee- und Zuckermakler betätigte und der Familie zu einem guten Einkommen verhalf. Hans Gerson legte 1899 die Abiturprüfung am Wilhelm-Gymnasium ab. Die beiden älteren Brüder Hans und Oskar begonnen ein Architekturstudium an der Technischen Hochschule München, das sie jedoch nicht abschlossen. Hans Gerson arbeitete von 1904 bis 1907 bei den Architekten Hart & Lesser in Berlin und kehrte anschließend nach Hamburg zurück. 1907 gründeten Hans und Oskar Gerson ein Architekturbüro in Altona. Bis zum Ersten Weltkrieg errichteten sie zwanzig Privat- und Landhäuser für wohlhabende Hamburger Kaufleute (z. B. Nicolaus Darboven, Paul Böger, Max Warburg) und gewannen damit Kontakte zur lokalen Hamburger Elite. Die familiären Beziehungen durch die Heirat mit den Schwestern Elisabeth und Martha Rosenfeld ergaben eine Beziehung zum Hamburgischen Finanzsenator Carl Cohn (1857–1931), der ein Bruder der Schwiegermutter der beiden war. Über Cohn befreundeten sie sich mit dem Hamburger Bürgermeister Carl Wilhelm Petersen (1868–1933). Durch Bau und Verkauf von Wohnhäusern auf eigene Rechnung erwarben die Brüder einen gewissen Wohlstand, der es ihnen erlaubte, als Kunstmäzene aufzutreten. Oskar sammelte Holzschnitte von Emil Nolde und Karl Schmidt-Rottluff sowie Werke von Paul Klee, Franz Marc und Paula Modersohn-Becker. Zum Freundeskreis gehörten ebenso die Hamburger Bildhauer August Henneberger und Ludwig Kunstmann, die einige Plastiken zum Schmuck Gerson'scher Bauten lieferten.
Nach einer Unterbrechung durch den Ersten Weltkrieg eröffneten sie ihr Büro wieder und nahmen 1920 den Bruder Ernst nach der Rückkehr aus russischer Kriegsgefangenschaft ins Büro auf. Ihre Bauten führten sie überwiegend mit vertikal gegliederten Klinkerfassaden aus.
1922 entstand mit dem Thaliahof am Alstertor der erste große Kontorhausbau, in den sie nach Fertigstellung ihr Büro verlegten.
In den Jahren 1922–1924 entstand zeitgleich mit dem Chilehaus das unmittelbar benachbarte Ballinhaus, das 1938 in Meßberghof umbenannt wurde. Es wurde vom Architekturkritiker Herman Sörgel als scharfkantige und kompromisslose Fassade, als Kontrapunkt zum Chilehaus Fritz Högers bezeichnet. Höger hatte übrigens ebenfalls einen Entwurf zum Ballinhaus abgeliefert, der wesentlich weicher war und die Horizontale stärker betonte.
1925 begannen die Gersons zusammen mit Höger die Arbeiten an einem weiteren Monumentalbau im Kontorhausviertel, dem Sprinkenhof. Die Fassade des unmittelbar neben dem Chilehaus gelegenen Gebäudekomplexes ist von einem rautenförmigen Klinkermuster überzogen und betont damit den Blockcharakter.
Werner Hegemann, der ihre Bauten regelmäßig in den Fachzeitschriften Der Städtebau und in Wasmuths Monatshefte für Baukunst würdigte, schrieb 1929 eine Einleitung für den Werkschau-Band der Gersons in der Publikationsreihe Neue Werkkunst.
Die Bauten der Gersons wurden in internationalen Architekturausstellungen gezeigt, z. B. in New York (1925), London (1928) und Budapest (1930).
Im Oktober 1933 wurden Ernst und Oskar Gerson, die die Firma nach dem Tode Hans Gersons unter dem alten Namen weitergeführt hatten, wegen ihrer jüdischen Herkunft infolge der nationalsozialistischen Judenausgrenzung aus dem Bund Deutscher Architekten ausgeschlossen. Ernst emigrierte zunächst nach Bulgarien, später nach Neuseeland. Oskar blieb zunächst in Hamburg und konnte noch einige Projekte für jüdische Bauherren realisieren. Er emigrierte 1938 über London nach Berkeley (Kalifornien, USA), wo er als Architekt überwiegend für private Bauherren tätig war.
1979 ehrte die Stadt Hamburg die Brüder mit der Benennung des Gersonwegs im Stadtteil Bergedorf.

## Bauten
- 1908: Landhaus S. Bondy, Hamburg-Othmarschen, Jungmannstraße 3[4] ⊙
- 1910: Landhaus Kröncke, Wohltorf
- 1910: Haus Heilbuth, Hamburg-Rotherbaum, Feldbrunnenstraße 70 (heute: Fakultät Erziehungswissenschaften / Sport der Universität Hamburg) ⊙
- 1911: Haus Schnackenberg, Hamburg-Othmarschen, Reventlowstraße 6
- 1911: Wohnhaus Köbke, Hamburg-Uhlenhorst, Feenteich 12 ⊙
- 1912: Landhaus Wesselhoeft, Hamburg-Groß Flottbek, Quellental 65 ⊙
- 1912: Villa Grüneck in Blankenese (später Seemannsschule Falkenstein)
- 1912: Landhaus Hugo Hartig in Hoisdorf[5]
- 1913–1914: Haus Zadik, Hamburg-Othmarschen, Jungmannstraße 1[6] ⊙
- 1914–1915: Wohnhaus für den John-Fontenay-Fideikommiß, Hamburg-Rotherbaum, Alsterufer 36 ⊙
- 1921–1922: Bürogebäude Thaliahof, Hamburg-Altstadt, Alstertor 1 (Umbau und Teilabriss 1975) ⊙
- 1922: Landhaus Brüder Gerson, Groß Flottbek, Papenkamp 41–43 (nur das Garagenhaus, Papenkamp 41, erhalten) ⊙
- 1922–1924: Kontorhaus Ballinhaus (heute Meßberghof), Hamburg-Altstadt, Meßberg 1 ⊙
- 1923: Wohnblock Haynstraße 2–4, Sudeckstraße 2 Hamburg-Eppendorf ⊙
- 1924–1925: Wohnhaus Dr. Walter Magnus, Hamburg-Rotherbaum, Mollerstraße 20 (versteckt liegender, flacher, eingeschossiger Ziegelbau mit kleiner kupfergedeckter Kuppel) ⊙
- 1924–1925: Erweiterung Bankhaus M.M.Warburg & CO, Hamburg-Altstadt, Ferdinandstraße 69–75 ⊙
- 1926: Wohnanlage Kellinghusens Park, Hamburg-Eppendorf, Gustav-Leo-Straße (mit Ernst Gerson) ⊙
- 1926: Hansa-Haus (Lagerhaus Emden), Chemnitz, Glockenstraße
- 1926: Hanseatenhalle nördlich vom Stadtpark (mit Fritz Höger, nicht ausgeführt)
- vor 1927: Haus Dr. Nottebohm in Hamburg[6]
- 1927: Kleinwohnungen in Hamburg-Dulsberg (teilweise zerstört)
- 1927: Landhaus Warburg
- 1927: Wohnhaus Nordquist
- 1927–1928: Kontorhaus Sprinkenhof, 1. Bauabschnitt (mit Fritz Höger), Hamburg-Altstadt, Burchardstraße 6–14 ⊙
- 1929: Wohnblock Otto-Speckter-Straße in Hamburg-Barmbek-Nord
- 1929: Wettbewerb Großmarkthalle am Deichtor (mit Fritz Höger, nicht ausgeführt)

Als einzigen Industriebau errichteten die Brüder Gerson 1926 ein Lagerhaus für die Firma M.J. Emden Söhne in Chemnitz ⊙
Das 1912 errichtete Kraftwerk der Schokoladenfabrik Kant AG (seit 1954: Wikana-Keksfabrik) in Wittenberg wurde lange Zeit ebenfalls den Brüdern Gerson zugeschrieben; erst 2014 ergab sich aus alten Unterlagen, dass dieses Gebäude tatsächlich von dem Berliner Architekturbüro Wittling & Güldner geplant und ausgeführt wurde.